# Långnäs flygbas
Långnäs flygbas eller Piteå-Långnäs flygbas (IATA: -, ICAO: ESNP), var mellan åren 1963–2005 en militär flygbas (Fält 48), längs Pite älvs västra strand och cirka 12 km nordväst om Piteå i Norrbottens län.

## Historik
Genom försvarsbeslutet 2004 beslutades att flygbasen inte längre behövdes inom Försvarsmakten. År 2005 övertog Piteå kommun flygbasen. I samband med övertagandet av marken, så undertecknades ett avtal mellan kommunen och Fortifikationsverket, där Fortifikationsverket har rätt återta området om det skulle uppstå ett behov. På flygfältet verkar Piteå flygklubb som disponerar en varmhangar, en kallhangar samt en före detta förläggningsbyggnad. Rullbanan är nedkortad till 1000 meter, och får endast användas genom så kallad "Prior Permission Required", det på grund av att resterande del av rullbanan används till dragracingtävlingar. Den 12 juni 2018 kom flygplatsen åter användas av Flygvapnet, då en rote JAS 39 Gripen från Norrbottens flygflottilj landade och startade från flygplatsen. Det som ett moment i att utveckla förmåga att använda kortbanor och alternativa start- och landningsplatser med rörlig flygtrafikledning.